# John Nicholas
John Nicholas (19 janvier 1764 - 31 décembre 1819), est un homme politique américain.

## Biographie
Avocat, il est membre de la Chambre des représentants des États-Unis de 1793 à 1801 pour l'État de Virginie.
Il est membre du Sénat de l'État de New York de 1806 à 1809.

## Sources
- (en) Cet article est partiellement ou en totalité issu de l’article de Wikipédia en anglais intitulé « John Nicholas (congressman) » (voir la liste des auteurs).